# Sarh
Sarh (tiếng Ả Rập: ساره) là thủ phủ của vùng Moyen-Chari, miền nam Tchad.

## Địa lý
Sarh nằm trên sông Chari, cách thủ đô N'Djamena 560 km về phía đông nam. Nó được tên theo dân tộc Sara.
Đây là thành phố lớn thứ ba ở Tchad, sau N'Djamena và Moundou.

## Lịch sử
Sarh (ban đầu mang tên Fort Archambault) được thành lập bởi Châu Phi Xích đạo thuộc Pháp. Một khu sản xuất dệt được người Pháp xây dựng tại đây vào năm 1967.

## Kinh tế
Đây là một trung tâm sản xuất bông do có khí hậu nóng và ẩm theo mùa. Hoạt động đánh bắt cá trên sông Chari cũng được phát triển.

## Giao thông
Thành phố có sân bay Sarh (Mã sân bay IATA: SRH).

## Khí hậu
Sarh có khí hậu xavan (phân loại khí hậu Köppen Aw).
| Dữ liệu khí hậu của Sarh                 | Dữ liệu khí hậu của Sarh | Dữ liệu khí hậu của Sarh | Dữ liệu khí hậu của Sarh | Dữ liệu khí hậu của Sarh | Dữ liệu khí hậu của Sarh | Dữ liệu khí hậu của Sarh | Dữ liệu khí hậu của Sarh | Dữ liệu khí hậu của Sarh | Dữ liệu khí hậu của Sarh | Dữ liệu khí hậu của Sarh | Dữ liệu khí hậu của Sarh | Dữ liệu khí hậu của Sarh | Dữ liệu khí hậu của Sarh |
| Tháng                                    | 1                        | 2                        | 3                        | 4                        | 5                        | 6                        | 7                        | 8                        | 9                        | 10                       | 11                       | 12                       | Năm                      |
| ---------------------------------------- | ------------------------ | ------------------------ | ------------------------ | ------------------------ | ------------------------ | ------------------------ | ------------------------ | ------------------------ | ------------------------ | ------------------------ | ------------------------ | ------------------------ | ------------------------ |
| Trung bình ngày tối đa °C (°F)           | 35.8 (96.4)              | 38.0 (100.4)             | 39.1 (102.4)             | 38.5 (101.3)             | 36.2 (97.2)              | 33.2 (91.8)              | 30.9 (87.6)              | 30.6 (87.1)              | 31.7 (89.1)              | 33.6 (92.5)              | 35.5 (95.9)              | 35.4 (95.7)              | 34.9 (94.8)              |
| Tối thiểu trung bình ngày °C (°F)        | 16.5 (61.7)              | 18.8 (65.8)              | 22.6 (72.7)              | 24.7 (76.5)              | 24.1 (75.4)              | 22.6 (72.7)              | 21.6 (70.9)              | 21.5 (70.7)              | 21.5 (70.7)              | 21.7 (71.1)              | 18.8 (65.8)              | 16.4 (61.5)              | 20.9 (69.6)              |
| Lượng Giáng thủy trung bình mm (inches)  | 0.1 (0.00)               | 1.6 (0.06)               | 9.5 (0.37)               | 37.4 (1.47)              | 82.1 (3.23)              | 135.9 (5.35)             | 234.4 (9.23)             | 243.7 (9.59)             | 165.5 (6.52)             | 55.8 (2.20)              | 3.3 (0.13)               | 0.0 (0.0)                | 969.3 (38.16)            |
| Số ngày giáng thủy trung bình (≥ 0.1 mm) | 0                        | 1                        | 2                        | 5                        | 9                        | 12                       | 15                       | 18                       | 16                       | 7                        | 1                        | 0                        | 86                       |
| Độ ẩm tương đối trung bình (%)           | 33                       | 29                       | 37                       | 50                       | 61                       | 72                       | 79                       | 82                       | 80                       | 73                       | 57                       | 42                       | 58                       |
| Số giờ nắng trung bình tháng             | 266.6                    | 243.6                    | 244.9                    | 237.0                    | 241.8                    | 207.0                    | 173.6                    | 176.7                    | 186.0                    | 232.5                    | 261.0                    | 266.6                    | 2.737,3                  |
| Số giờ nắng trung bình ngày              | 8.6                      | 8.7                      | 7.9                      | 7.9                      | 7.8                      | 6.9                      | 5.6                      | 5.7                      | 6.2                      | 7.5                      | 8.7                      | 8.6                      | 7.5                      |
| Nguồn 1: Tổ chức Khí tượng Thế giới      |                          |                          |                          |                          |                          |                          |                          |                          |                          |                          |                          |                          |                          |
| Nguồn 2: NOAA                            |                          |                          |                          |                          |                          |                          |                          |                          |                          |                          |                          |                          |                          |

## Đô thị kết nghĩa
Sarh kết nghĩa với:
- Cherbourg-Octeville, Pháp[4]